# Sven Dahlem
Sven Dahlem (* 10. Juli 1947 als Sven Mahler; auch Sven H. Mahler) ist ein deutscher Schauspieler, Hörspielsprecher sowie Synchronsprecher und -regisseur.

## Leben
Sven Dahlem absolvierte seine berufliche Ausbildung am Schauspielstudio von Hildburg Frese in Hamburg. In dieser Zeit legte er sich – in Anlehnung an den Berliner Ortsteil Dahlem – seinen Künstlernamen zu. Stationen seiner Theaterlaufbahn waren neben dem Staatstheater Darmstadt hauptsächlich Hamburger Bühnen, wie das St. Pauli Theater, das Theater im Zimmer, die Kammerspiele, das Thalia Theater, das Operettenhaus, das Ohnsorg-Theater oder das Schmidt Theater. Tourneen und Gastspiele führten ihn darüber hinaus in alle deutschsprachigen Nachbarländer. Häufig spielte Dahlem in musikalischen Stücken, beispielsweise als Gremio in Kiss Me, Kate von Cole Porter, als Freddy Eynsford-Hill in My Fair Lady von Frederick Loewe und Alan Jay Lerner, Im weißen Rößl von Ralph Benatzky als Professor Hinzelmann und Kaiser Franz Joseph I. und den Operetten Maske in Blau von Fred Raymond als Pedro dal Vegas und in Johann Strauss’ (Sohn) Zigeunerbaron als Conte Carnero.
Zwischen 1982 und dem Beginn der 2000er Jahre war Dahlem gelegentlich vor der Kamera zu sehen, überwiegend als Gastdarsteller in Serien wie Adelheid und ihre Mörder, Großstadtrevier, Doppelter Einsatz oder Stubbe – Von Fall zu Fall.
Noch unter seinem bürgerlichen Namen begann Dahlem seine Tätigkeit als Sprecher von kommerziellen Hörspielen, daneben schrieb er Dialogdrehbücher und führte Regie bei Zeichentrickserien. Für das Hörspiel-Label Europa sprach Dahlem 1966 in einer der ersten Produktionen, Wunderbare Welt der Musik. In den darauffolgenden Jahren war er in zahlreichen Märchenerzählungen zu hören. Jugendlichen Hörern und Zuschauern ist er unter anderem als Heppo in Bob der Baumeister bekannt, ferner wirkte er in den Serien TKKG, Fünf Freunde oder Die drei ??? mit.
Mit derzeit 130 Rollen (Stand: 04/2023) in der Deutschen Synchronkartei ist Sven Dahlem daneben auch als Synchronsprecher gelistet. In der US-amerikanischen Zeichentrickserie Rockos modernes Leben war er die deutsche Stimme für verschiedene Kollegen wie Carlos Alazraqui oder Tom Kenny. Unterschiedliche Charaktere sprach Dahlem auch in der deutschen Fassung der Zeichentrickserie Die Raccoons.

## Filmografie (Auswahl)
- 1982: Tatort: Trimmel und Isolde
- 1984: Der Fall Bachmeier – Keine Zeit für Tränen
- 1984: Teufels Großmutter – Die Hamburger Krankheit
- 1990: Der Landarzt – Es braut sich was zusammen
- 1993: Großstadtrevier – Das Radrennen
- 1994: Die Gerichtsreporterin – Fischsterben
- 1994: Tatort: Singvogel
- 1996: Doppelter Einsatz – Terror
- 1996: Adelheid und ihre Mörder – Tod auf Bestellung
- 2003: Stubbe – Von Fall zu Fall: Auf Liebe und Tod